# مداغ
مداغ هي بلدة مغربية تقع شمال مدينة بركان وتبعد عنها ب 12كلم. المدينة تنتمي لإقليم بركان وتضم 14.486 نسمة (إحصاء 2014).
يقطن مداغ و نواحيها قبيلة أولاد الصغير، و هي قبيلة عربية قدمت من سهل أنجاد بوجدة .

## أعلام
- حمزة بن العباس بودشيش